# Parafia Narodzenia Najświętszej Marii Panny w Jodłowniku
Parafia Narodzenia Najświętszej Marii Panny w Jodłowniku – parafia rzymskokatolicka w miejscowości Jodłownik w powiecie limanowskim. Należy do diecezji tarnowskiej do dekanatu Tymbark. Administrują nią księża cystersi.
Odpust parafialny obchodzony jest w niedzielę przed lub po 27 czerwca (święto Matki Bożej Nieustającej Pomocy) oraz w niedzielę przed 8 września (święto Narodzenia Najświętszej Marii Panny).

## Historia
Kościół na terenie Jodłownika istniał już od XIV wieku. Od 1915 funkcjonował tu samodzielny wikariat. Samodzielną parafię erygował jednak dopiero w 1925 biskup Leon Wałęga. Została ona przekazana pod opiekę Cystersów z pobliskiego opactwa w Szczyrzycu. Pierwszym proboszczem został ojciec Alojzy Tajduś.
10 października 1980 parafia otrzymała zezwolenie na budowę nowego kościoła, który miał przejąć funkcję kościoła parafialnego, gdyż zabytkowa świątynia przestała wystarczać dla potrzeb rozrastającej się parafii. Budowę rozpoczęto 7 września 1981 i trwała ona 6 lat.
Uroczystego konsekrowania nowej świątyni dokonał arcybiskup Jerzy Ablewicz 2 sierpnia 1987.
Proboszczem parafii jest ojciec Ignacy Rogusz OCist.

## Kościół
Parafia w Jodłowniku administruje dwoma kościołami:
- zabytkowa świątynia drewniana z XVI wieku, ufundowana przez Przecława Niweiarowskiego, pełniąca obecnie funkcję kościoła pomocniczego

- nowa świątynia, wzniesiona w latach 90. XX wieku, pełniąca rolę kościoła parafialnego